# Holwerd

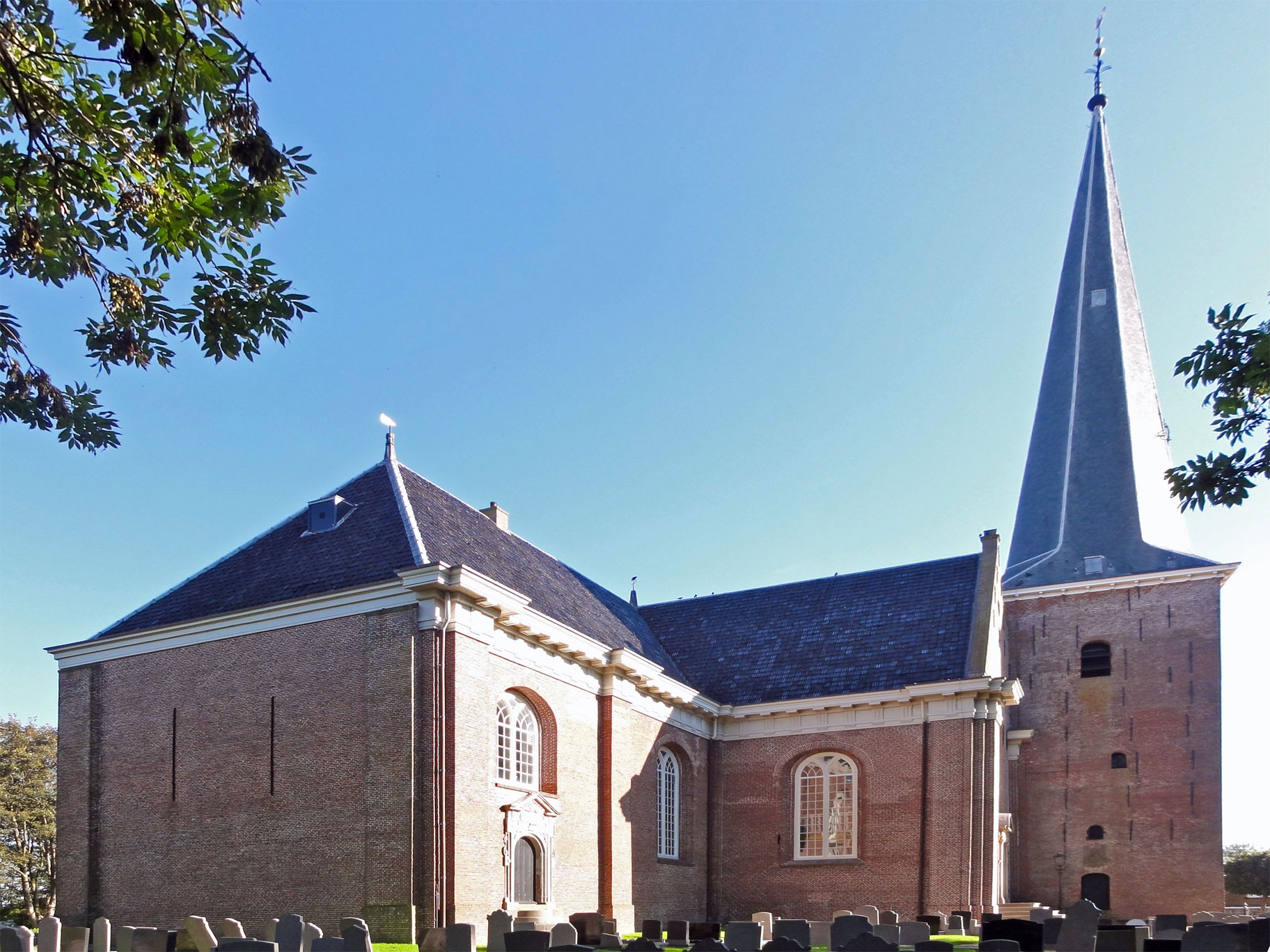
Holwerd: la Sint Willibroduskerk

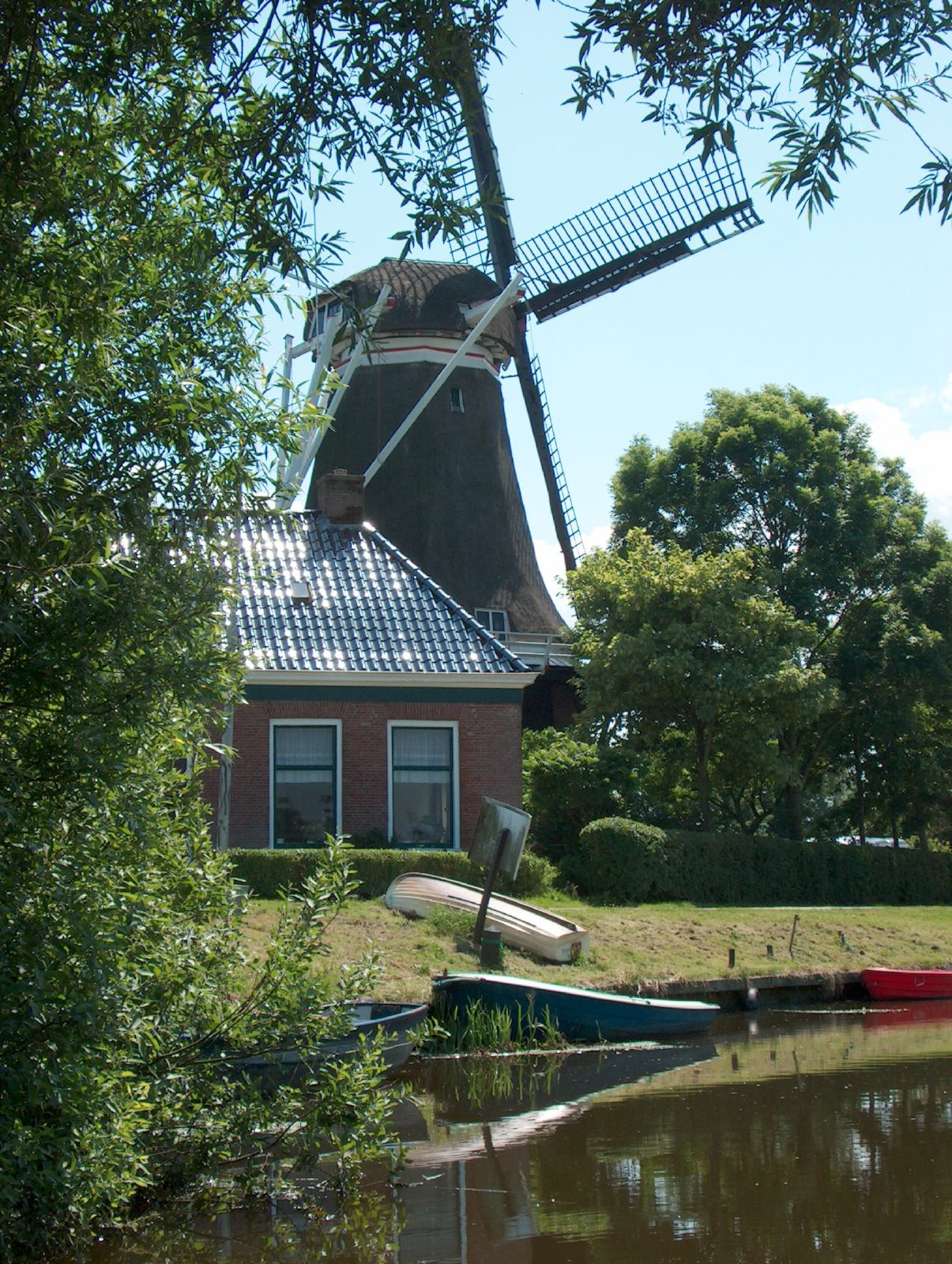
Holwerd: il mulino De Hoop

Holwerd (in frisone: Holwert; 0,44 km², 1.500 ab. circa) è una località sul Mare del Nord del nord-est dei Paesi Bassi, situata nella provincia della Frisia e facente parte del comune di Dongeradeel, di cui costituisce il secondo centro abitato dopo il capoluogo Dokkum. Fino al 1983 faceva invece parte della soppressa municipalità di Westdongeradeel.
La località è un punto di partenza per i traghetti diretti all'isola di Ameland (Isole Frisone Occidentali), traghetti che attraccano nei pressi del villaggio di Nes..

## Geografia fisica

### Collocazione
Holwerd si trova a circa 8 km a nord di Dokkum e a circa 5 km ad ovest di Ternaard.

## Società

### Evoluzione demografica
Al censimento del 2001, Holwerd contava una popolazione pari a 1.478 abitanti.

## Storia
La località si sviluppò su un terp ("collina artificiale" in lingua frisone) tra l'VIII e il IX secolo su cui furono edificate le prime case.
Tra il XII e il XIII secolo fu costruita una diga, che fu dismessa nel 1580.
Nel 1871 fu abbassato il livello altimetrico della via centrale e di altre vie cittadine.
Nel 1872 fu costruito il porto.

## Architettura

### Edifici d'interesse

#### Sint Willibrorduskerk
La Sint Willibrorduskerk è una chiesa costruita nella forma attuale a partire dal 1776, ma le cui origini risalgono almeno all'XI secolo.

#### Mulino De Hoop
Il Mulino De Hoop è un mulino costruito intorno al 1713.

#### Miedenmolen
Il Miedenmolen (in frisone: Miedemûne) è un mulino costruito nel 1855.